# ソユーズTM-28
ソユーズTM-28 (Союз ТМ-28 / Soyuz TM-28) は、宇宙ステーション・ミールへの往来を目的とした、37回目の有人ミッションである。コールサインは「アルタイール」。

## 乗組員

### 打上げ時
- ゲンナジー・パダルカ (1) -  ロシア
- セルゲイ・アヴデエフ (3) -  ロシア
- ユーリー・バトゥーリン (1) -  ロシア

### 帰還時
- ゲンナジー・パダルカ (1) -  ロシア
- イヴァン・ベラ (1) -  スロバキア

## ミッション
- ミールとのドッキングを行った。
- バトゥーリンは宇宙を訪れた初めてのロシアの政治家である。
- パダルカとアヴデエフは宇宙遊泳を行った。
- 「4人目のクルー」としてフジテレビの番組『ポンキッキーズ』のキャラクター・ガチャピン（ロシア語での表記は“Гатяпин”）が「搭乗」し[1]、1998年8月20日には地球に帰還。同月21日には東京に帰り、P-kiesワンダーランドにて帰還セレモニーが行われた[2]。しかし、ミール内で撮影された映像が回線不良で送信できなかったため[3]、同月30日に予定されていた特番は中止された。

## その他
- パダルカとアヴデエフはミールの26代目の住人（ミールEO-26）となった。
- バトゥーリンは1998年8月25日05:22にソユーズTM-27で帰還した。
- アヴデエフは1999年8月28日00:41にソユーズTM-29で帰還した。